# Václav Morávek
Václav Morávek, známý jako Pobožný pistolník (8. srpna 1904 Kolín – 21. března 1942 Praha) byl v meziválečném období důstojník československé armády a za druhé světové války hrdina českého protinacistického odboje, člen legendární skupiny přezdívané gestapem „Tři králové“. Používal krycí jména León, Mladý, Vojta, Ota a Procházka.
Byl nejmladším členem odbojové trojice Balabán, Mašín, Morávek, která působila na území Protektorátu v letech 1939–1942. Skupina shromažďovala zpravodajsky cenné informace, které následně posílala do Londýna, byla v kontaktu se špiónem Paulem Thümmelem (A-54), kolportovala ilegální tiskoviny a prováděla menší záškodnickou činnost. Morávek, jenž vynikal odvahou a proslul neuvěřitelnými útěky, vydržel na svobodě ze slavného trojlístku nejdéle. Padl 21. března 1942 při přestřelce s příslušníky pražské řídicí úřadovny gestapa (Geheime Staatspolizeileistelle Prag) v dnešním Morávkově parku (u zastávky Prašný most). Krátce po válce byl in memoriam povýšen do hodnosti podplukovníka a roku 2005 na brigádního generála.

## Mládí

### Rodina
Morávek se narodil 8. srpna 1904 v Kolíně. Otec Josef, původně strojní inženýr, působil od roku 1900 jako středoškolský profesor na kolínské zemské řemeslnické škole, na které vyučoval psaní, počty, mechaniku, mechanickou technologii, odborné rýsování strojnické, nauku o motorech a účetnictví. Matka Jaroslava, rozená Muziková, byla velice zbožnou ženou činnou v různých spolcích. V rodině se starala o domácnost. S matkou měl Václav hluboký vztah a zcela zásadně ovlivnila vytváření jeho hodnotového žebříčku, především duchovního. V letech okupace ho i přes riziko perzekuce všemožně podporovala. Václav měl dva sourozence, a sice starší sestru Jarmilu (* 1903) a mladšího bratra Zdeňka (* 1907). Oba svého bratra výrazně přežili a zemřeli až dlouho po válce.
Co do vyznání se Morávkovi v roce 1919 přidali k odlivu věřících z církve římskokatolické k Českobratrské církvi evangelické. Maminka Jaroslava pak v roce 1930 přestoupila do kolínské Jednoty českobratrské (dnes Církev bratrská). Všichni členové Morávkovy rodiny jsou pohřbeni na evangelickém hřbitově při Veltrubské ulici v kolínské části Zálabí. Václav Morávek zde má hrob pouze symbolický.

### Dospívání a studia
Václav nejprve vychodil pět tříd obecné školy a od roku 1915 studoval na kolínském gymnáziu (nacházelo se v budově dnešní Obchodní akademie), kde v červenci 1923 odmaturoval. Mezitím v roce 1921 zemřel jeho otec a na Václava přešla podstatná tíže starostí o rodinu. Ve volném čase se aktivně věnoval skautingu, v němž mezi roky 1920 a 1923 vykonával funkci sborového vůdce jednoho z kolínských oddílů.

### Varmádě
Po dobrovolném odvodu v březnu 1923 nastoupil 1. října k pěšímu pluku v Terezíně. Důvodem se staly pravděpodobně dluhy, které otec po své smrti rodině zanechal. Dne 5. října byl odeslán jako frekventant na Vojenskou akademii v Hranicích, kterou ukončil v hodnosti poručíka dělostřelectva v srpnu 1925. Poté byl odvelen do Olomouce, kde byl přiřazen k 107. dělostřeleckému pluku. Absolvoval dělostřelecký kurz a roku 1927 kurz ekvitační (jezdecké) školy určené pro důstojníky dělostřelectva. Mezitím stále sloužil u místního dělostřeleckého pluku v různých funkcích (velitel spřežení, důstojník pátrač, velitel remontního oddělení, pobočník velitele náhradního oddílu) až do roku 1931. Dne 15. září 1931 byl v hodnosti nadporučíka odeslán do Vyššího jezdeckého kurzu a následně jezdecké školy v Pardubicích. Z Pardubic se 30. července 1933 vrátil zpět do Olomouce, kde sloužil až do okupace Čech a Moravy. Vojenskou službu ukončil v hodnosti štábního kapitána.

### Osobnost

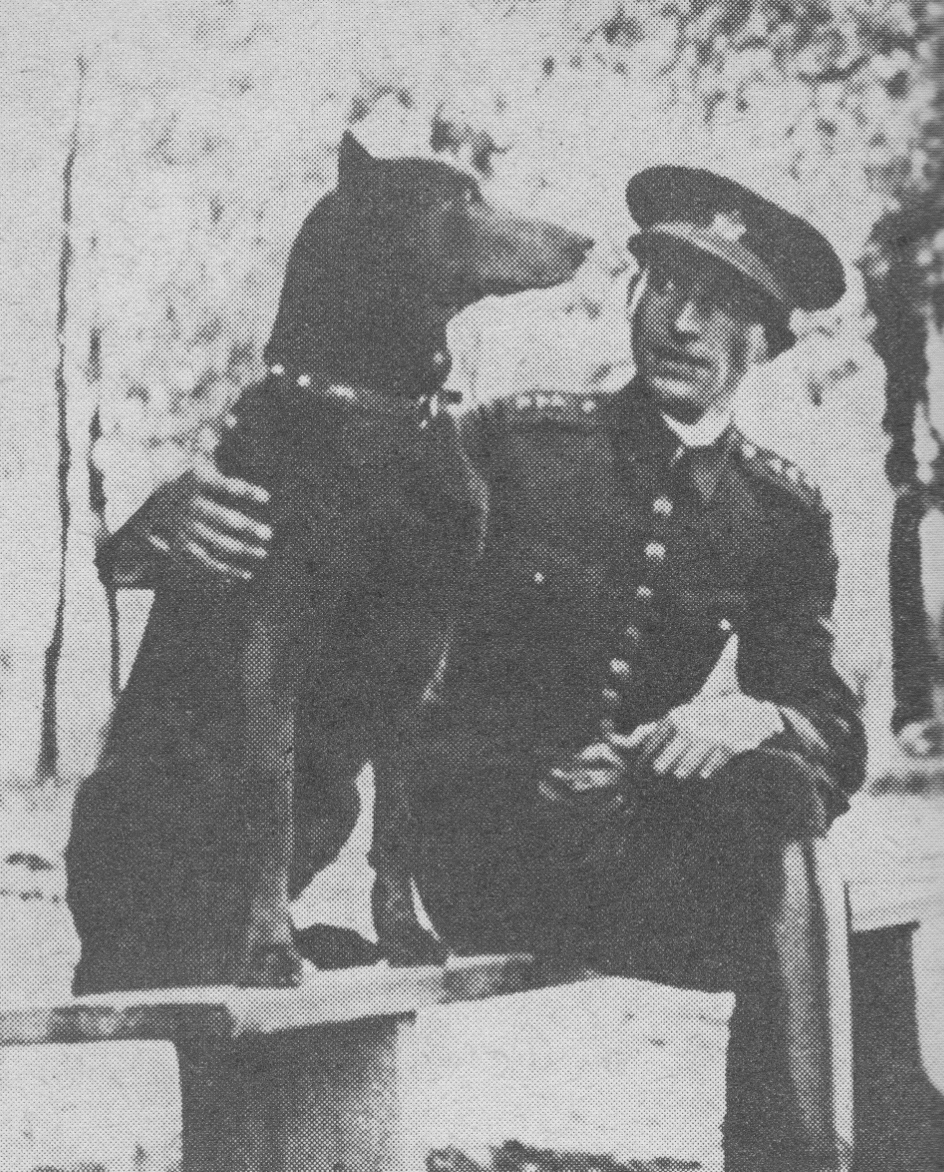
Václav Morávek a jeho dobrman Ryn

Morávek vynikal elegancí a vybraným vystupováním. Ačkoliv byl hluboce zbožný a přemýšlivý, platil ve společnosti za šprýmaře. Ve volném čase rád četl a psal verše. Měl kladný vztah k ženám, ale nikdy se neoženil a vlastní rodinu nezaložil. Důvodem zřejmě byla špatná ekonomická situace jeho rodiny, neboť finančně podporoval jak svou matku, tak bratra. Měl rád i zvířata. Miloval především koně, věnoval se jejich drezuře i parkuru. Vlastnil dobrmana jménem Ryn, s nímž se často fotografoval.
Jeho nadřízený plukovník Josef Bartoš, velitel 7. polní dělostřelecké brigády, ho v roce 1937 charakterizoval takto: „Václav Morávek je velmi snaživý, podnikavý a svědomitý, s velmi vyvinutým smyslem pro odpovědnost… Mimo službu je kamarádský, veselý a vtipný se sklonem k povídavosti… Je zároveň velmi sebevědomý, ale poněkud citlivý, avšak bez škodlivých sklonů. K jeho intelektuálním schopnostem patří velká bystrost, chápavost a schopnost logického uvažování… V oblasti tělesné zdatnosti jej hodnotím jako vytrvalého a dosti odolného… Jeho zevnějšek je slušný a spořádaný. Má velmi dobrý vliv na podřízené, dovede udržet kázeň a umí vyžadovat práci.“

## Mnichov a okupace
V září 1938 se Morávek v rámci své jednotky připravoval na střet s německou armádou, který však nepřišel, neboť došlo k uzavření Mnichovské dohody. Začátek německé okupace Čech, Moravy a Slezska v polovině března 1939 Morávka zastihl v Olomouci u 107. dělostřeleckého pluku. Dne 21. března téhož roku byl v rámci faktického rozpuštění čs. armády demobilizován a byl mu přiznán nárok na penzi. Krátce poté se u Moravské Ostravy pokusil o přechod do Polska, ale neúspěšně. Následně se vrátil zpět do svého rodného města Kolína, kam byl přidělen jako aktuárský tajemník (nižší správní úředník) k Úřadu práce. Práce ho však neuspokojovala, navíc se jeho nadřízeným stal poněmčený Čech, bývalý armádní četař Hrubesch, a Morávek brzy požádal o přeložení do Českého Brodu. Tam už ale nikdy nenastoupil.

## Odbojová činnost

### Tři králové
Společně s dalšími bývalými důstojníky československé armády se podílel na budování krajské organizace Obrany národa. Kolínská divize se nazývala „Pribina“. Morávek byl ale již v létě 1939 převelen do Prahy a zařazen do štábu divize při Zemském velitelství Čechy jako zpravodajský důstojník. Na podzim 1939 se v Praze seznámil s podplukovníkem Josefem Balabánem a podplukovníkem Josefem Mašínem, s nimiž vytvořil zpravodajsko-diverzní skupinu, později známou jako Tři králové. Skupina, která sama sebe zřejmě nazývala Tři muzikanti nebo Tři mušketýři, shromažďovala řadu informací ze všech sfér života protektorátu, které vyhodnocovala a odesílala do zahraničí (zpočátku pomocí kurýrů, později výhradně radiotelegraficky). Na jaře 1940 byl Morávek nucen přejít do ilegality, neboť se mu na stopu dostalo gestapo.
Od konce jara 1940 se na žádost plukovníka Františka Moravce, přednosty II. odboru Ministerstva národní obrany v Londýně, intenzivně pracovalo na znovunavázání kontaktu s Paulem Thümmelem, známým jako agent A-54. Na doporučení Josefa Balabána se stal spojkou Morávek, mimo jiné pro jeho vynikající znalost němčiny. Styky se podařilo navázat v létě 1940 a s několika pauzami trvaly do března 1942. Role Thümmela dosud nebyla uspokojivě vysvětlena (dvojitý agent?; agent operačního zastírání?; čistě za úplatu zrazující agent?), nicméně hodnota jím dodaných informací byla považována za velmi vysokou a kontakty s ním měly absolutní prioritu.
Spojení s Londýnem obstarávaly vysílačky Sparta I a Sparta II, později krátkou dobu i Libuše.

#### Diverzní a sabotážní činnost
Mezi záškodnickou činnost Tří králů patřilo rozmisťování výbušnin na lokomotivy, které mířily do Německa či Itálie. S jakým úspěchem tyto své sabotáže prováděli, není možné zjistit. Své výbušné brikety nahodili i na haldy uhlí u kasáren a jednou i u Petschkova paláce. Výbuchu zabránil topič, který si nálože všiml. Dále zakládali požáry a umisťovali bomby v některých továrnách vyrábějících válečný materiál. Nejznámější diverzní akcí byl výbuch nálože na Anhaltském nádraží v Berlíně (do Berlína byla puma dopravena průvodčím a spolupracovníkem odboje Janem Karlem), který měl v prosinci 1940 za cíl zlikvidovat vlak Heinricha Himmlera. Vlak ale měl poruchu a byl přesměrován na jinou stanici.
Výbušniny sháněli na různých místech. Část pocházela ze semtínské Explosie, část pašovali z Jugoslávie. Skladiště zbraní a munice měli u rodiny Líkařů, kteří vlastnili klempířství na pražské Bílé hoře. Odtud zakonzervované a v sudech uložené zbraně rozváželi na různá místa a zakopávali je.
Morávek se podílel i na tajné likvidaci několika nacistů, na čemž spolupracoval i Paul Thümmel. V jednom případě šlo o nespecifikovaného Němce, ve druhém o pracovníka gestapa, který se podílel na mučení Josefa Mašína. Ten byl údajně otráven cigaretou.

#### Odbojář a šprýmař
Morávek byl vynikající střelec (předválečný přeborník Československé armády ve střelbě z pistole) a všude s sebou nosil dvě pistole a několik zásobníků. Jelikož byl též hluboce věřícím křesťanem, nosil s sebou vždy i kapesní Bibli kralickou, v níž si každý večer, bylo-li to možné, četl. Když se ho Mašín na jednom z jejich prvních setkání zeptal, v co vlastně věří, odpověděl mu legendární větou: „Věřím v Boha a ve své pistole!“
Morávek mezi Třemi králi vynikal místy až ztřeštěnou odvahou. Na pražské velitelství gestapa pravidelně doručoval ilegální časopis V boj (říkalo se tomu „povinný výtisk“), neváhal navštívit v převleku oblíbenou hospodu Oskara Fleischera, šéfa skupiny pověřené jeho dopadením, a nechal si od něj připálit cigaretu. Poté mu přes jeho šéfa Hans-Ulricha Geschkeho poslal přátelskou zdravici s upozorněním na toto setkání. Rozzuřený Fleischer prý po zjištětní této skutečnosti vyrazil vzteky bez sebe na ulici a pozatýkal několik kolemjdoucích chodců. Posléze musel všechny propustit. Fleischer se stal terčem i dalších Morávkových vtípků. Za to, že gestapo v jednom z ilegálních bytů zabavilo Morávkův zimník, poslal odbojář Fleischerovi jakoby z Bratislavy pohlednici, v níž mu sděloval, že kvůli tomu odjíždí do teplých krajin.
Všichni tři členové Tří králů, především však Morávek, se rádi převlékali za Němce, nosili tyroláček a insignie členů Národně socialistické německé dělnické strany (NSDAP). Měli svého krejčího, pana Cabicara, jenž jim šil a uschovával speciálně připravený šatník.

### Destrukce Tří králů
Na jaře 1941 se gestapu podařilo skupinu Tří králů rozbít. V dubnu byl zrazen a zatčen Balabán, v květnu potom zadržen Mašín, když kryl ústup svých spolubojovníků z obklíčeného bytu v pražských Nuslích. Při riskantním útěku oknem přišel Morávek o levý ukazováček, jenž si uřízl o drát vysílačky. Morávkovy plány na vysvobození Mašína selhaly, neboť ten byl po nezdařeném pokusu o útěk převezen z podolské nemocnice na Pankrác a bedlivěji hlídán. Morávek se však nehodlal vzdát. V radiodepeších apeloval na české exilové představitele, aby Britům navrhli vyměnit Balabána s Mašínem za zajaté německé důstojníky, k čemuž ale nedošlo.

### Na vlastní pěst
Přes zatčení spolupracovníků se mu spolu s radistou Františkem Peltánem dařilo udržet v chodu vysílačku a zůstat ve spojení s Thümmelem. Nicméně v létě 1941 se dostal do ještě svízelnější situace. Někteří členové z odboje s ním odmítali být v kontaktu, neboť měl pověst neopatrného dobrodruha, jenž své spolupracovníky dostává do nebezpečí. Na pozadí stála zřejmě i rostoucí rivalita mezi ním, Vladimírem Krajinou a plukovníkem Josefem Churavým. Na podzim 1941 a v lednu či únoru 1942 navázal kontakt s odbojovými skupinami Kapitán Nemo a Jindra, neboť na zbývající sítě Obrany národa již bylo napojeno gestapo.
V říjnu 1941 odhalilo gestapo vysílačku Sparta I a skrze ni se dostalo na stopu agenta A-54. Krátce nato byl Thümmel poprvé zatčen pro podezření ze spolupráce s odbojem. Od něj se gestapo dostalo, mimo další lidi, na stopu Morávkovi. Smyčka se ale utahovala pomalu, neboť Morávek byl v té době odtržen od oficiálních struktur odboje. Sám si zařídil tzv. střelecké skupiny, jejichž členové představovali jeho jakési pistolníky, které hodlal využívat na různé diverzní akce. Plánoval dokonce přepad pankrácké věznice. K jeho nejvěrnějším spolupracovníkům patřil rotmistr Václav Řehák zvaný Fešák. Ne vždy však byli tito odbojáři v jeho blízkosti. Přesto se mu 20. prosince 1941, když byl skupinou osmi příslušníků gestapa překvapen v podkrovním bytě s jediným východem, díky jeho rychlé reakci, odvaze a příznivé souhře okolností povedlo z obklíčení prostřílet.

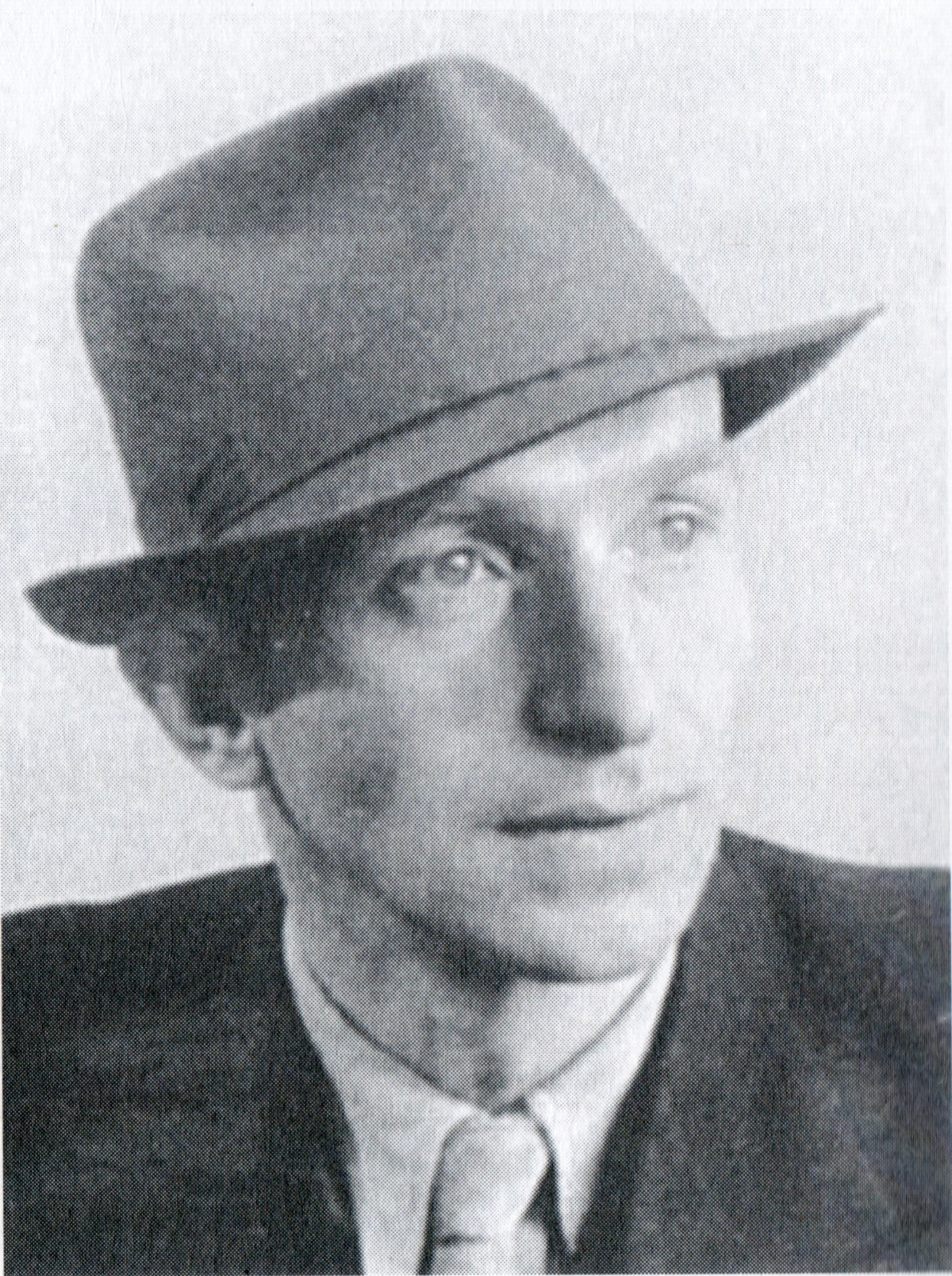
Václav Morávek v době protektorátní
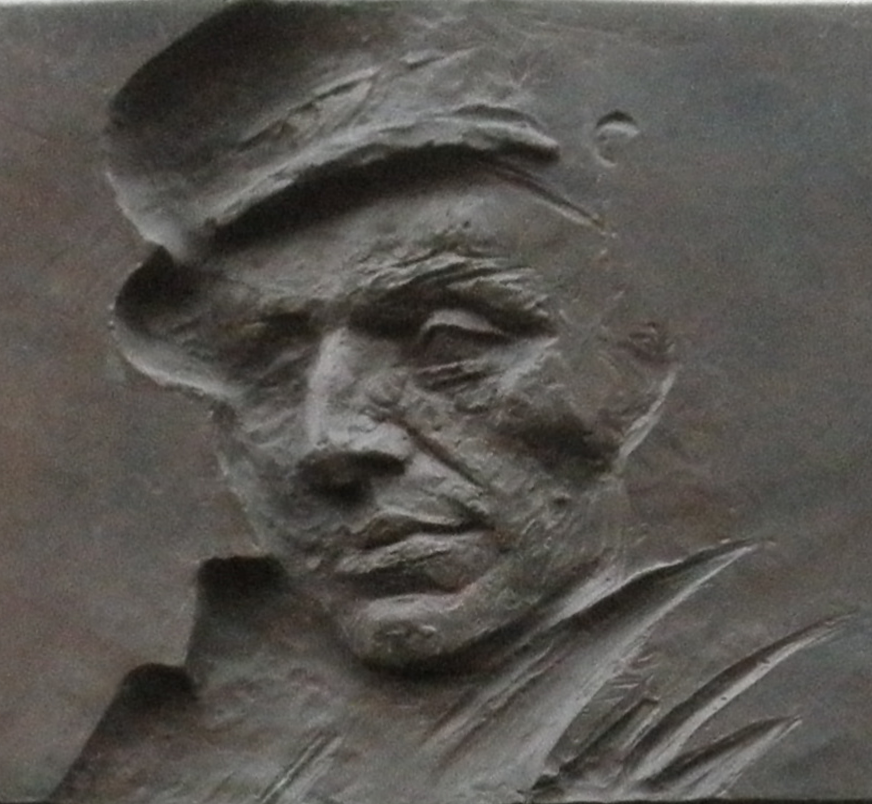
Morávek na detailu pamětní desky

### SilverA a Anthropoid

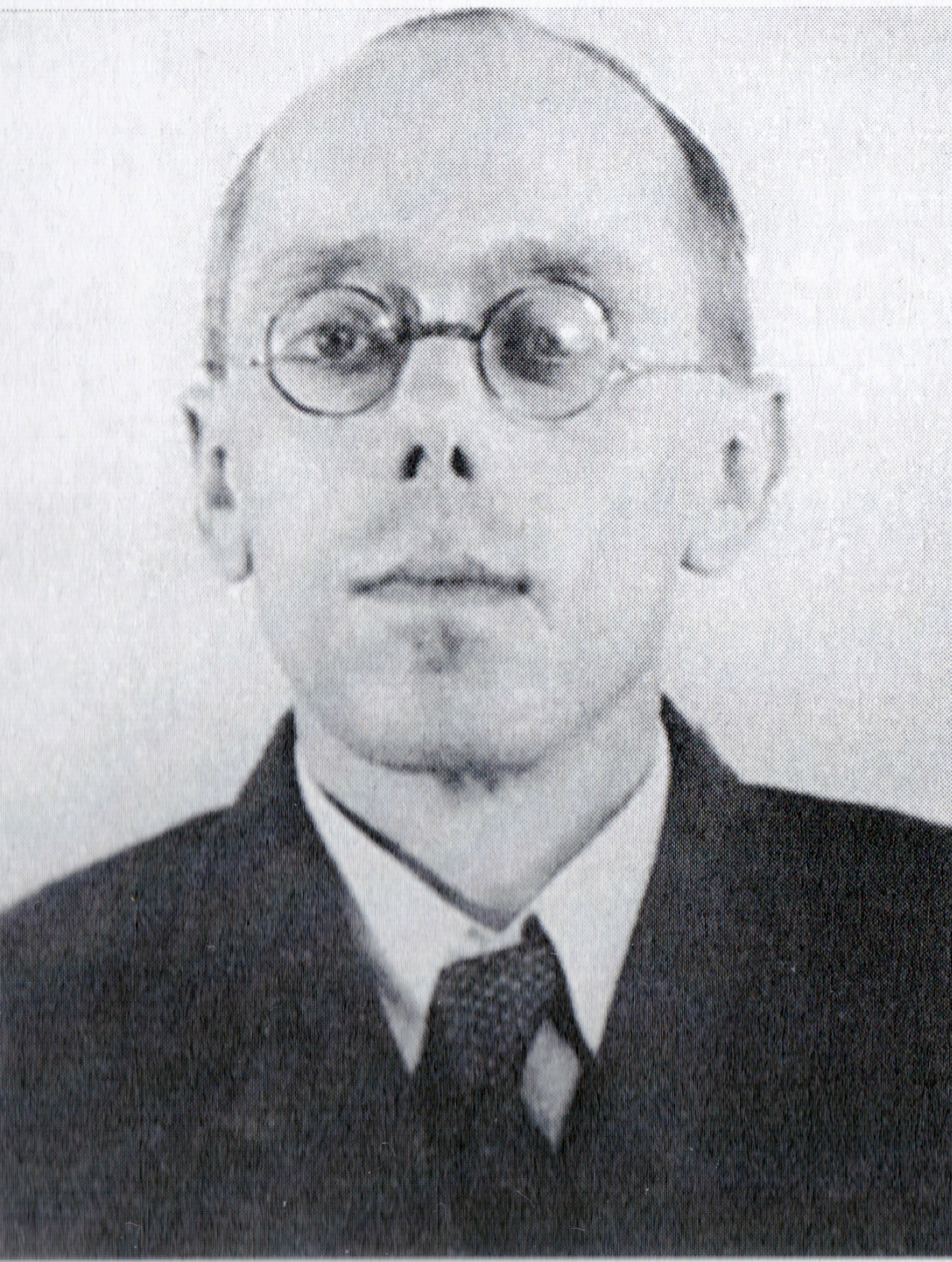
Fotografie, která byla často publikována jako snímek maskovaného Václava Morávka, ve skutečnosti zachycuje Waltera Jacobiho, vedoucího úřadovny SD v Praze

V březnu 1942 se paraskupině Silver A podařilo po několika neúspěších navázat kontakt s Morávkem a jeho prostřednictvím i s A-54 (spojení s ním bylo přerušeno od října 1941). Vysílačka Libuše tak mohla odvysílat do Londýna dlouho očekávanou zprávu o obnovení spojení s prominentním špiónem. Spokojenost však měla jen krátké trvání, neboť Thümmel, v únoru 1942 podruhé zatčený a 2. března propuštěný pod příslibem spolupráce, byl již v tu dobu pod bedlivým dohledem gestapa. To doufalo, že je přivede na stopu odbojářů a parašutistů. Dne 20. března 1942 obdržel Morávek na schůzce s Alfrédem Bartošem fotografie příslušníků Silver A s tím, že pro ně má opatřit nové falešné doklady. Tyto fotografie (především Valčíkova) posléze přispěly k odhalení příslušníků Silver A, neboť je Morávek před svou smrtí nestačil zlikvidovat.
Následující den po předání fotografií od Bartoše měl Morávek patrně domluvenou schůzku s Thümmelem ve snaze dostat ho nějakým způsobem do bezpečí. Morávek nevěděl, že Thümmel byl 20. března zatčen potřetí a definitivně. Kolem poledne 21. března se Morávek s největší pravděpodobností setkal s příslušníky desantu Anthropoid, tedy s Gabčíkem a Kubišem, kteří ho informovali o chystaném atentátu na Heydricha a zřejmě ho žádali o spolupráci.

### Smrt
Dne 21. března 1942 večer měl Morávek poblíž pražské Ořechovky schůzku pravděpodobně s agentem A-54. Vydal se tam společně s Václavem Řehákem, který šel napřed. Sled událostí, k nimž došlo u zastávky Prašný most, není s jistotou objasněn. Nejpravděpodobnější verze je, že Řehák byl dopaden agenty gestapa a odváděn k přistavenému autu. Morávek to z dálky viděl, nasedl na projíždějící tramvaj a chtěl Řeháka náhlou akcí vysvobodit. Část agentů gestapa zůstala v úkrytu, a Morávek tedy nabyl dojmu, že na gestapáky stačí. Vyskočil z tramvaje a vydal se svému spolupracovníkovi na pomoc. Vzápětí se však z úkrytů vyhrnul zbytek gestapáků a došlo k nepřehledné přestřelce. Podle starších dohadů si prý na útěk obrácený a zraněný Morávek vzal život sám výstřelem do hlavy, což však neodpovídá pitevnímu protokolu, podle něhož byl zasažen celkem šesti ranami – dvěma do nohou, dvěma do těla a dvěma do hlavy. Smrtelné zranění způsobila rána vypálená do boku, jež mu přeťala aortu. Zmíněné dvě rány do hlavy mu z neznámých důvodů zasadili příslušníci gestapa, ačkoliv měli při akcích vždy rozkaz dostat podezřelé živé. Oskar Fleischer mohl mít motivaci nenechat Morávka padnout živého do rukou svých soukmenovců, neboť Paul Thümmel patřil mezi Fleischerovy staré přátele a mohl s ním mít blíže nespecifikovanou dohodu. Zároveň není jasné, zda Morávek při závěrečném boji někoho z protivníků zranil či dokonce zabil.

### Hodnocení odbojářské činnosti
Spolupracovnice odbojářů Marie Líkařová popsala Mašína a Morávka takto: „Vojta (Morávek) byl jako pplk. Mašín. Nemůže být obětavějšího člověka nad ně. Neznali nic než práci. Nikdo nemá ani ponětí, co vše museli vykonat. Byli stále psanci, všude byli hledáni, často bez jídla a nemocní a nemohli si v klidu odpočinout... Jinak byl Vojta velice nešťastný. Říkal, když se dočkáme konce, všechno postřílím. Všichni mi zavřeli dveře, rozutekli se...“ Další spolupracovnice odboje Marie Magda Rezková, v jejímž bytě často přespával, ho charakterizovala jako „muže ryzího charakteru, čestného, nábožensky založeného, který nade vše miloval svou matku. Psal jí každý týden, ona jemu pak odepisovala na jméno Růženka. Byl jemný, nikomu neublížil, o svůj život se nebál, jen toužil po krvi gestapáků, přál si jen pomstít Pepka Mašína. Často byl o hladu a vracel se ke mně zmoklý, neboť čekával někdy celé hodiny na zprávy. Nespal, pracoval nezištně ve dne i v noci.“
Václav Morávek byl přesvědčený vlastenec. Celou svou osobností se snažil přispět k vyhnání německých okupantů a obnovení demokratického Československa. A tomuto cíli obětoval svůj život. Ačkoliv mu přátelé a spolubojovníci postupně ubývali, nikdy nezůstal zcela sám. Vždy měl okolo sebe statečné lidi, kteří mu i přes známá rizika pomáhali, dávali mu najíst, poskytovali přístřeší, dělali spojky, spolupracovali při vysílání, ošetřovali ho a půjčovali oblečení.

## Po válce

### Povýšení
Po válce (v roce 1945) byl Morávek in memoriam povýšen do hodnosti podplukovníka dělostřelectva. Dne 8. května 2005 prezident Václav Klaus udělil Morávkovi in memoriam (stejně jako Balabánovi a Mašínovi) hodnost brigádního generála.

### Místo pohřbení
Dlouho se myslelo, že tělo Václava Morávka skončilo v hromadném šachovém hrobě na Ďáblickém hřbitově. Na nedávno objeveném úmrtním listu z roku 1947 je však na základě policejní zprávy uveden Vinohradský hřbitov.

### Památník a Morávkův park
Na místě jeho smrti, v blízkosti rušné křižovatky ulice Svatovítské a Milady Horákové a zastávky Prašný most, se nacházel do roku 2008 skromný pomníček. V roce 2008 byl kvůli stavbě Tunelového komplexu Blanka (tvořícímu součást Městského okruhu) a související rekonstrukci okolí dočasně přemístěn do areálu pražské vojenské posádky v Dejvicích. Dne 6. října 2014 byl inovovaný Morávkův památník za přítomnosti náčelníka generálního štábu Petra Pavla slavnostně odhalen. Ke stávajícímu pomníku navíc přibyly tři velké kameny symbolizující odbojovou skupinu Tří králů. Autorem architektonického návrhu obnoveného pomníku je architekt Klement Valouch.
Po dokončení tunelu byly nově upravené parkové plochy v těsném okolí pomníku pojmenovány na Morávkův park.

### Pamětní desky

#### Kolín

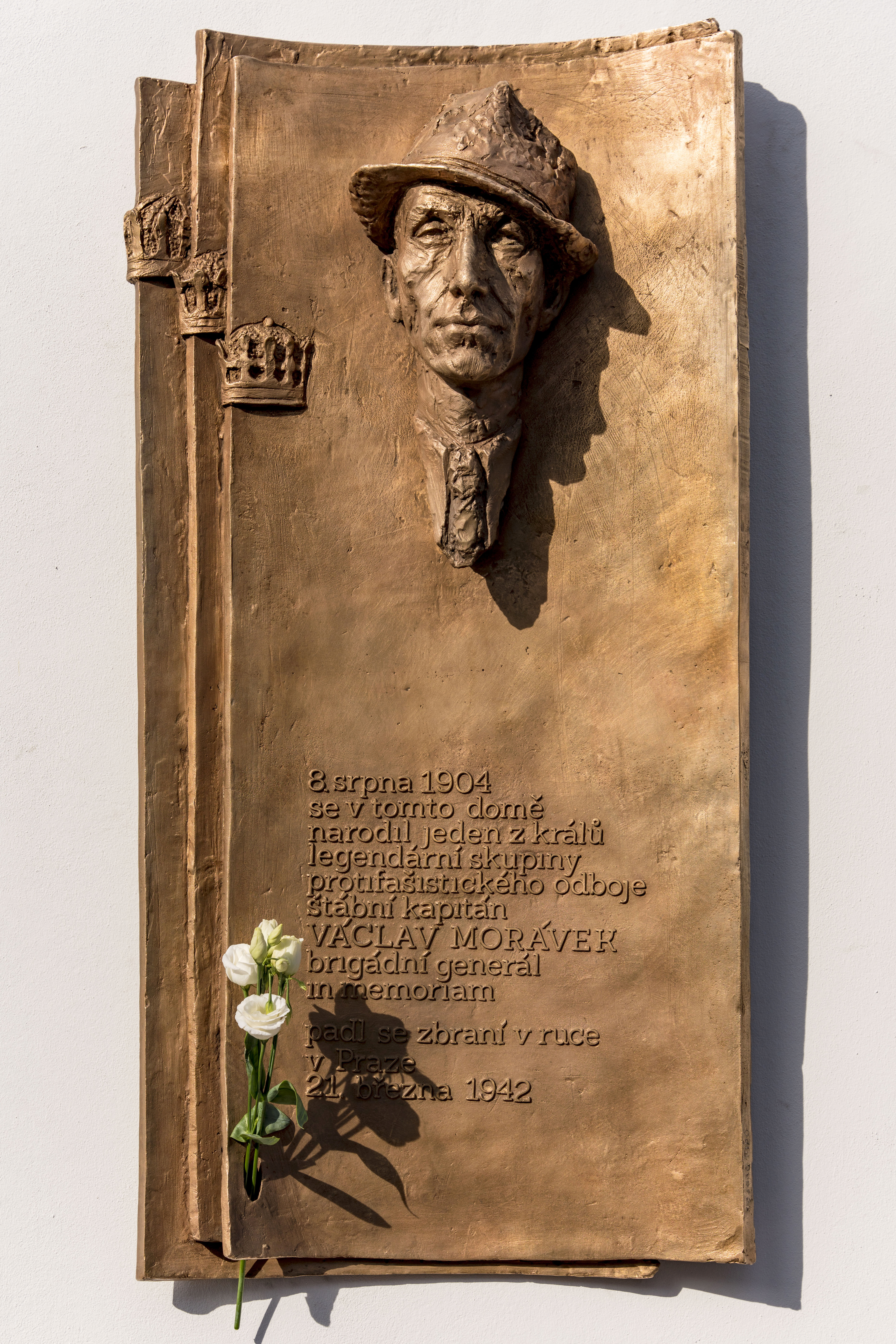
Pamětní deska na rodném domě Václava Morávka v Kolíně

V Kolíně na Morávkově rodném domě čp. 28 v Luční ulici na Zálabí byla 20. března 2022 odhalena pamětní deska. Jejím autorem je kolínský výtvarník Jaroslav Hylas. Na pamětní desce je podoba Václava Morávka, tři královské koruny (odkaz na odbojovou skupinu Tři králové) a nápis: 8. SRPNA 1904 SE V TOMTO DOMĚ NARODIL JEDEN Z KRÁLŮ LEGENDÁRNÍ SKUPINY PROTIFAŠISTICKÉHO ODBOJE ŠTÁBNÍ KAPITÁN VÁCLAV MORÁVEK, ARMÁDNI GENERÁL IN MEMORIAM. PADL SE ZBRANÍ V RUCE V PRAZE 21. BŘEZNA 1942.
V Kolíně na budově Obchodní akademie (původně gymnázia) se nachází pamětní deska. Vytvořil ji v roce 2004 akademický sochař Michal Vitanovský.

#### Olomouc
Dne 16. března 2017 odpoledne byla v Olomouci zásluhou Československé obce legionářské (Jednota Olomouc) odhalena pamětní deska na domě, kde Václav Morávek ve 20. a 30. letech dvacátého století bydlel, na adrese Šemberova 46/2. Autorem pamětní desky je kameník Miroslav Zmeškal.

#### Praha 4 – Nusle, Čiklova ulice

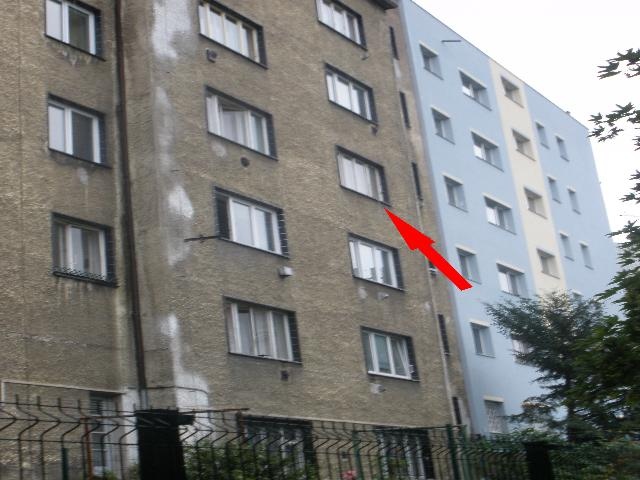
Dům v Čiklově ulici 1238/19 (Pod Terebkou) Praha 4 - Nusle, kde byl zatčen podplukovník Josef Mašín. Šipkou je označeno okno, odkud uprchli štábní kapitán Václav Morávek s četařem Františkem Peltánem.

V pondělí dne 15. května 2017 odpoledne byla na domě v Čiklově ulici číslo 19 v pražských Nuslích nedaleko Vyšehradu slavnostně odhalena pamětní deska připomínající událost, která se v tomto domě stala dne 13. května 1941. Toho dne v podvečer z malého bytu vysílala trojice odbojářů ze sabotážní a diverzní skupiny Tři králové (Václav Morávek, Josef Mašín a radista František Peltán) ilegální vysílačkou Sparta II depeše do Londýna. Kolem 19:15 při nečekané razii gestapa kryl Josef Mašín ústup Morávka a Peltána, kteří se mezitím riskantně spustili z okna po tenkém zemnicím kablíku od vysílačky. Při přestřelce proti přesile gestapa byl Josef Mašín těžce zraněn a zajat. Autorem pamětní desky je akademický sochař Jaroslav Hylas, který pochází z Morávkova rodného Kolína. Za protektorátu se ulice jmenovala „Pod Terebkou“. Nové jméno ulice získala po duchovním Aloisi Václavu Čiklovi – obyvateli domu sousedícího s domem s pamětní deskou. Čikl byl od roku 1938 správcem pravoslavného chrámu svatých Cyrila a Metoděje, kde poskytl úkryt parašutistům, kteří podnikli atentát na říšského protektora Reinharda Heydricha.) Na pamětní desce je nápis: "KDYŽ KRYL ÚNIK / SVÝCH SPOLUBOJOVNÍKŮ, / ŠTÁBNÍHO KAPITÁNA / VÁCLAVA MORÁVKA, / BRIGÁDNÍHO GENERÁLA / IN MEMORIAM, / A RADISTY ČETAŘE / FRANTIŠKA PELTÁNA, / KAPITÁNA IN MEMORIAM, / BYL V TOMTO DOMĚ, / DNE 13. KVĚTNA 1941, /PŘI RAZII GESTAPA RANĚN / A ZAJAT HRDINA / PROTINACIST. ODBOJE, / PODPLUKOVNÍK // JOSEF MAŠÍN // GENERÁLMAJOR IN MEMOR. / PO ROČNÍM VĚZNĚNÍ / BYL 30. ČERVNA 1942 / POPRAVEN NA STŘELNICI / V PRAZE KOBYLISÍCH".

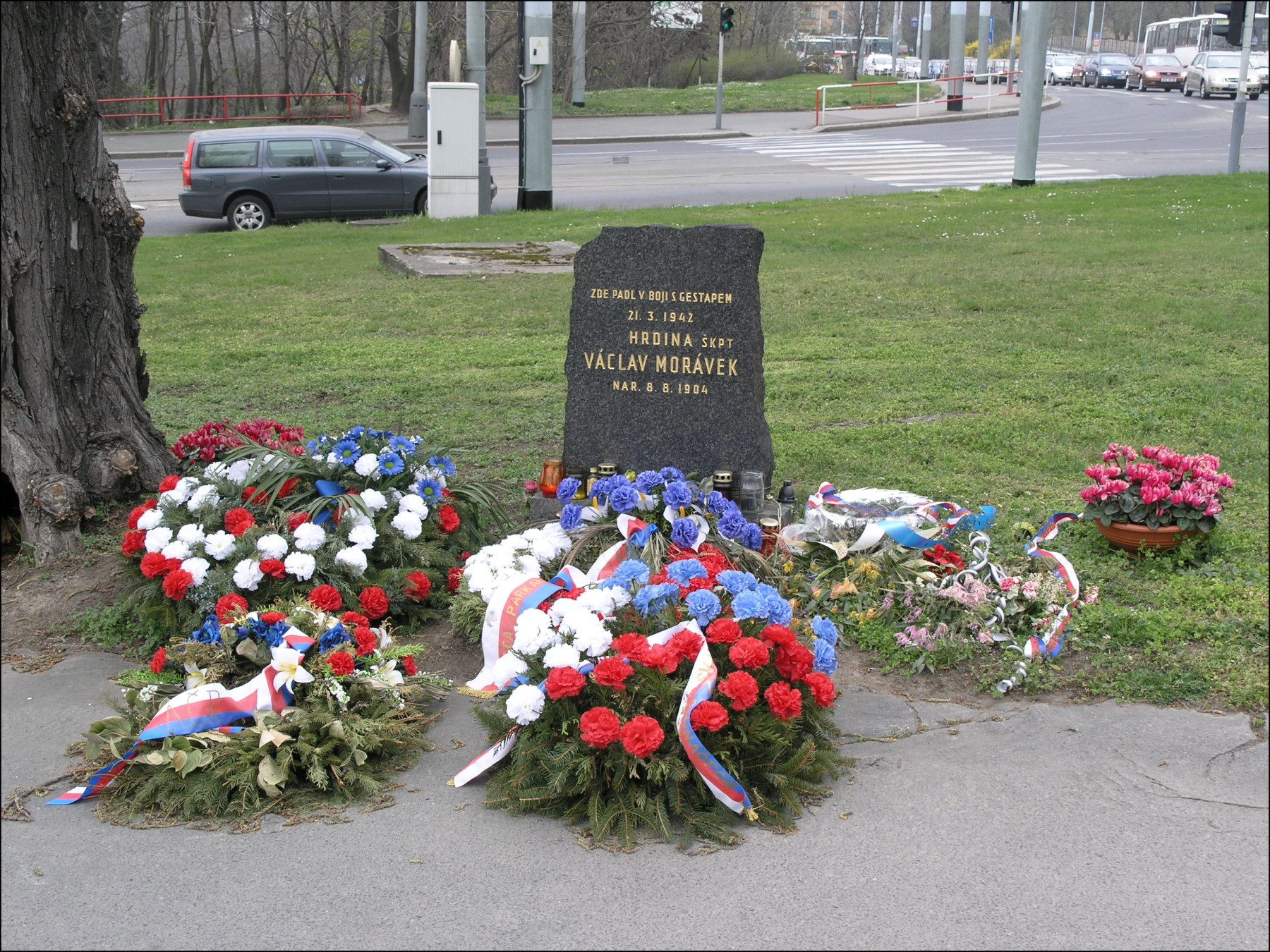
Pomníček u Prašného mostu krátce po 21. březnu (stav před rekonstrukcí)
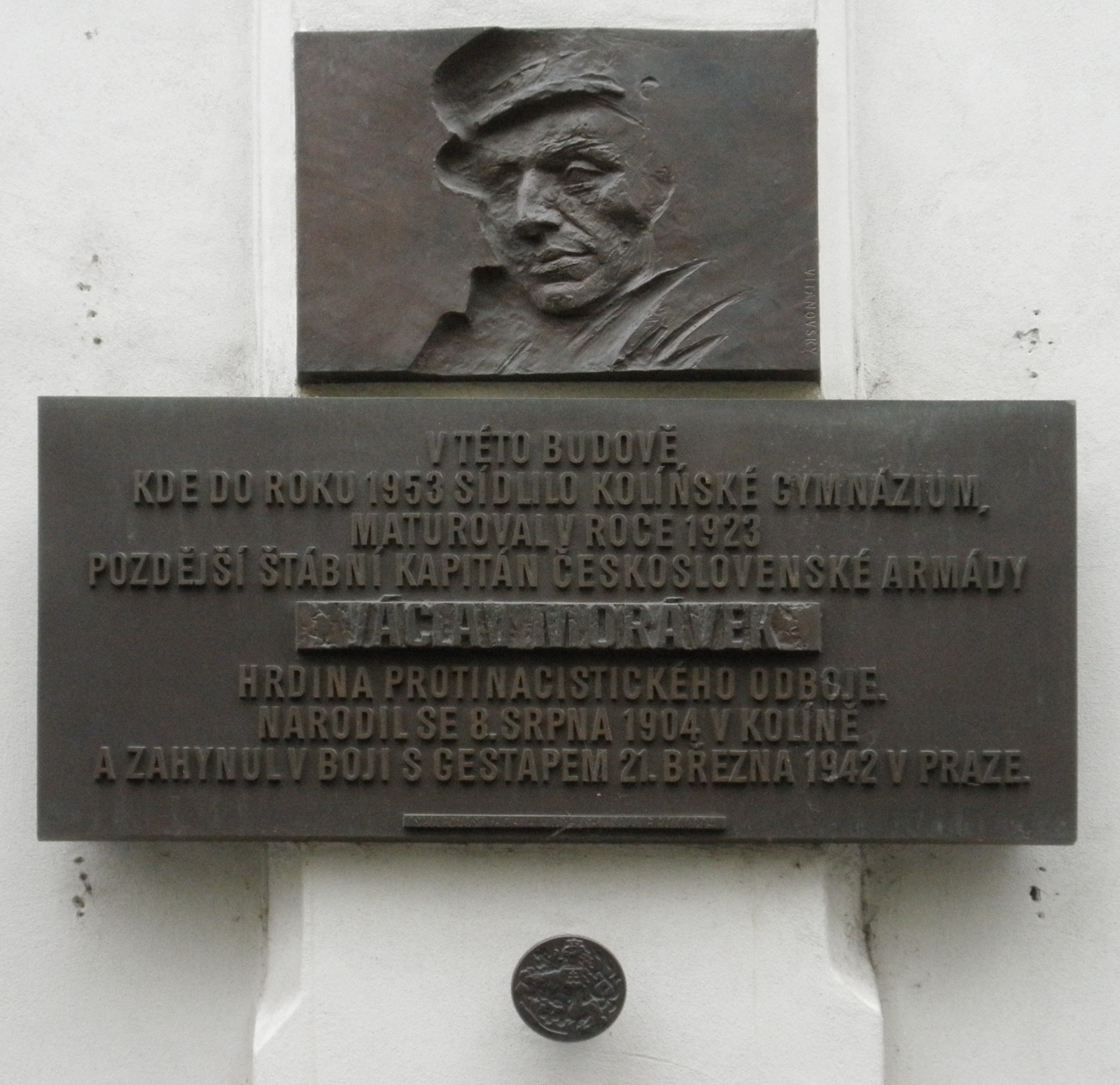
Pamětní deska na Obchodní akademii v Kolíně
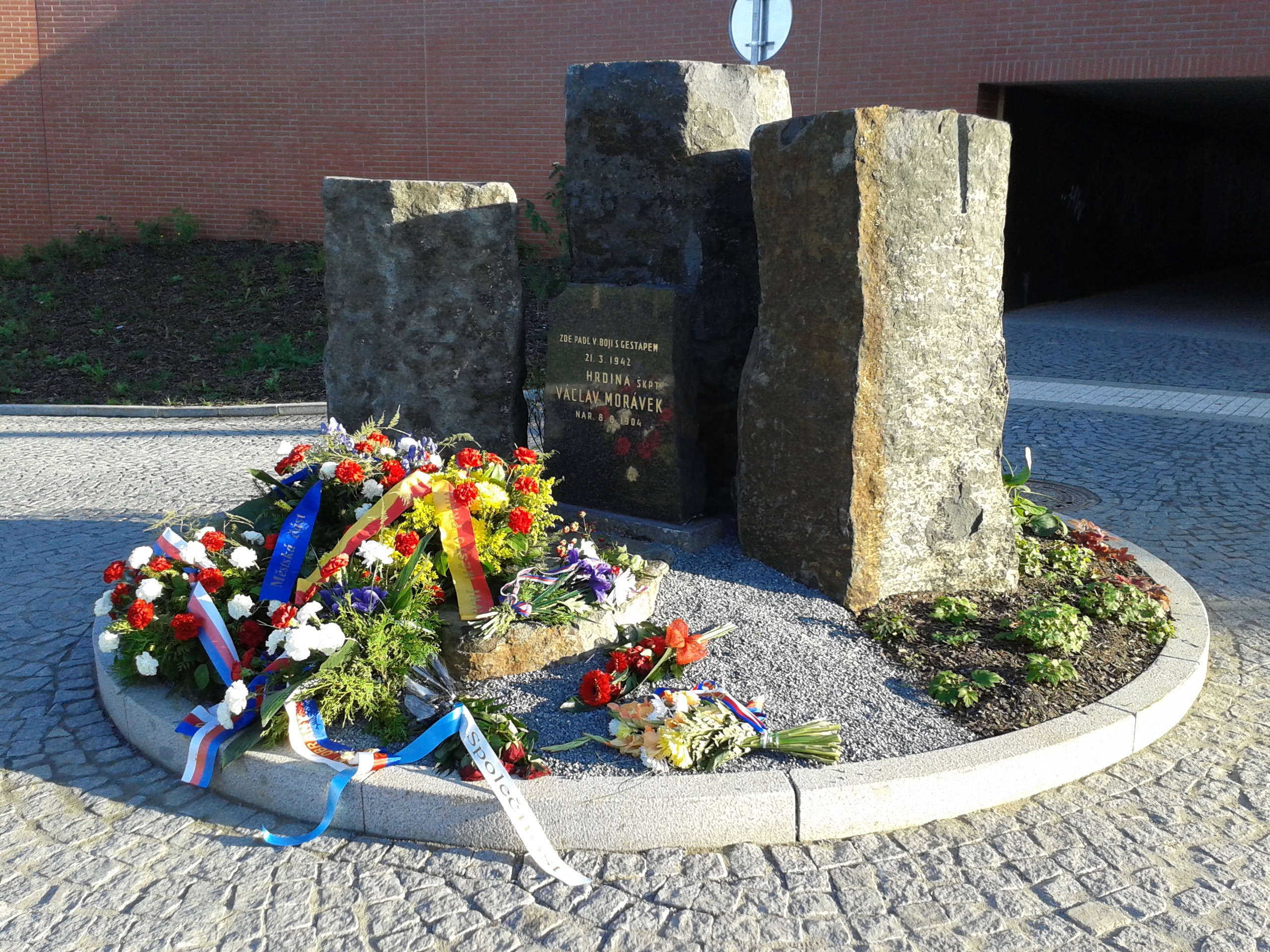
Pomník na Prašném mostě po rekonstrukci a odhalení 6. října 2014
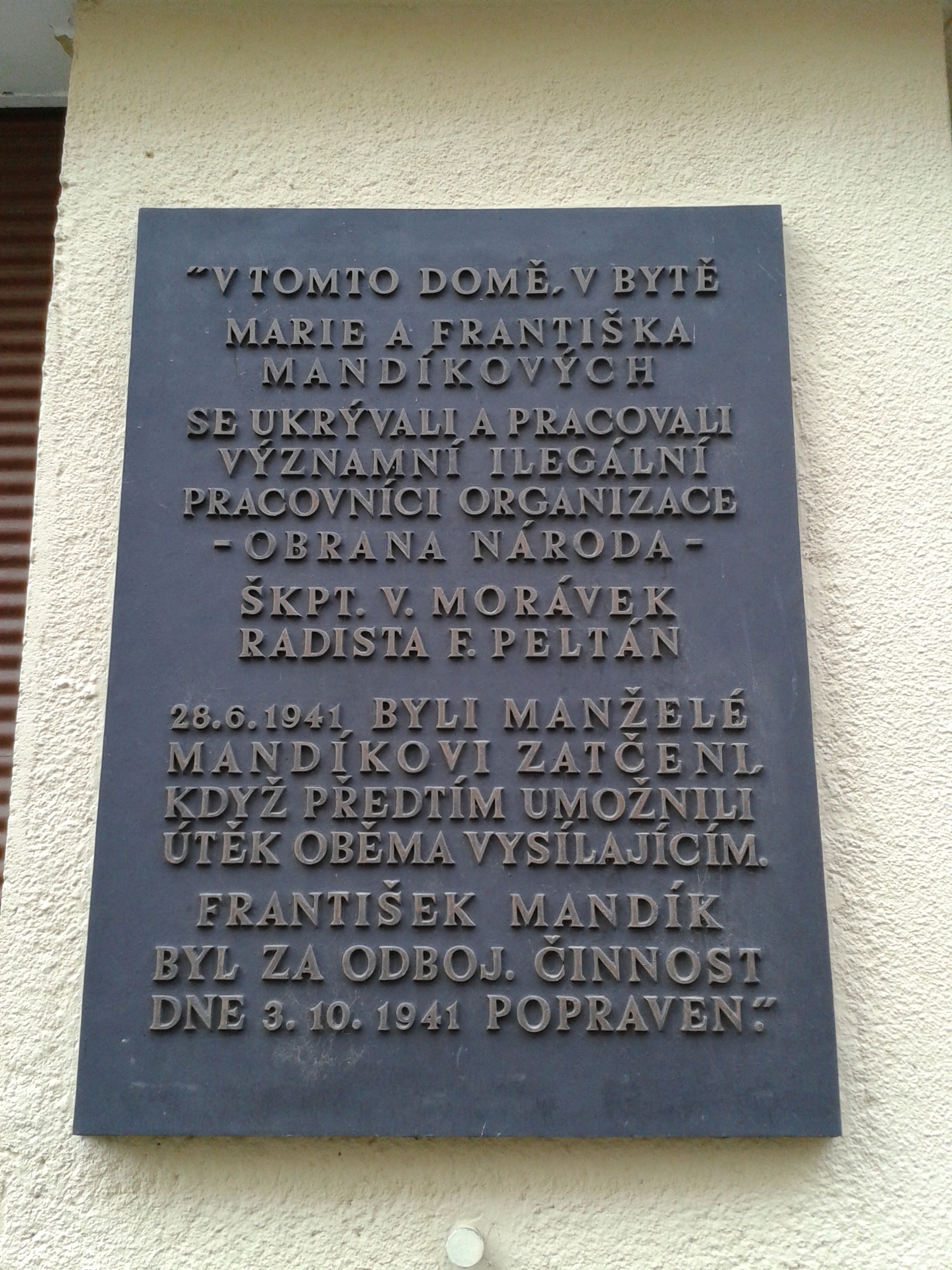
Pamětní deska v Horní ulici 1466/10 v Praze 4 – Nuslích
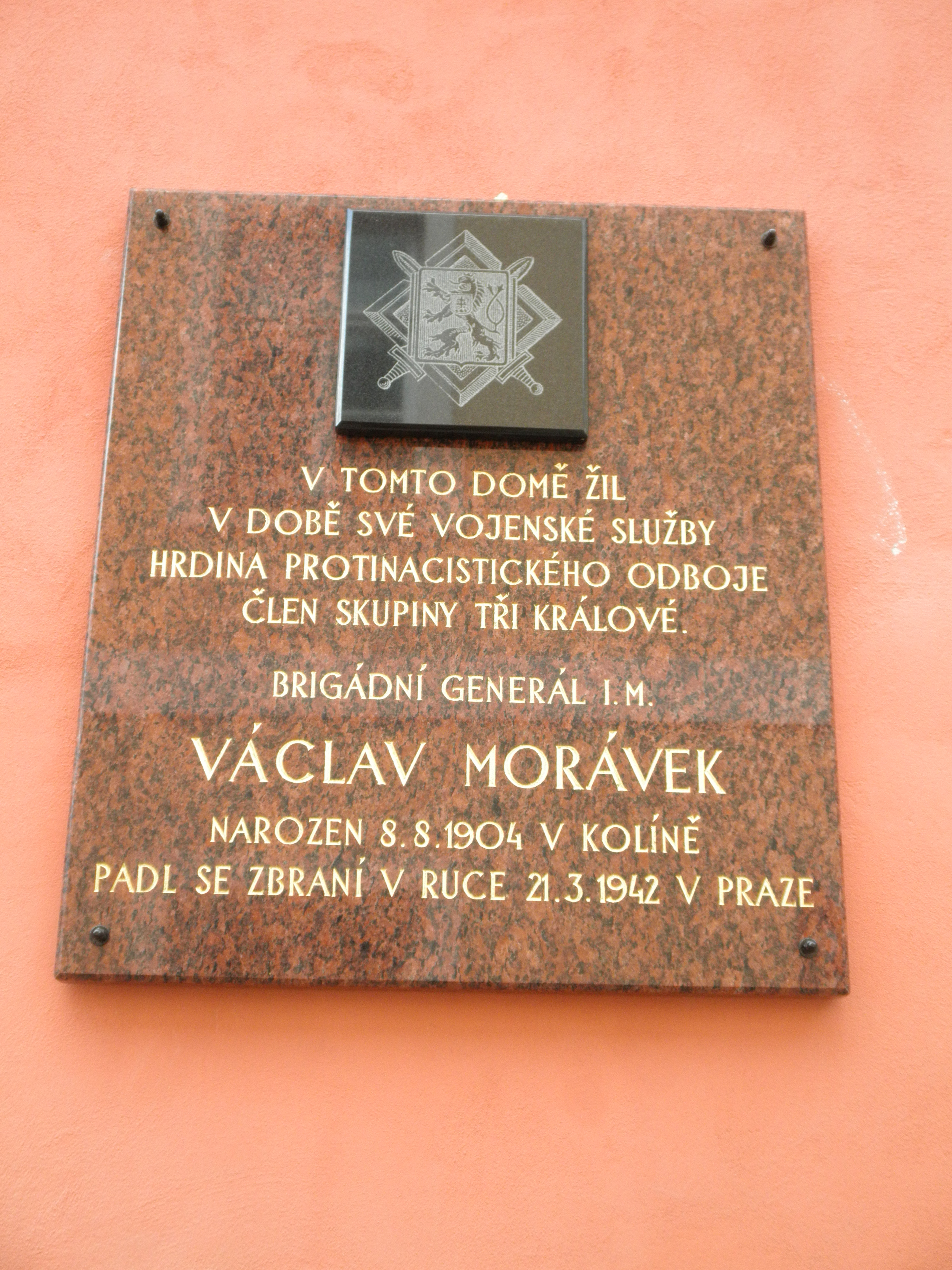
Pamětní deska odhalená 16. března 2017 v Olomouci
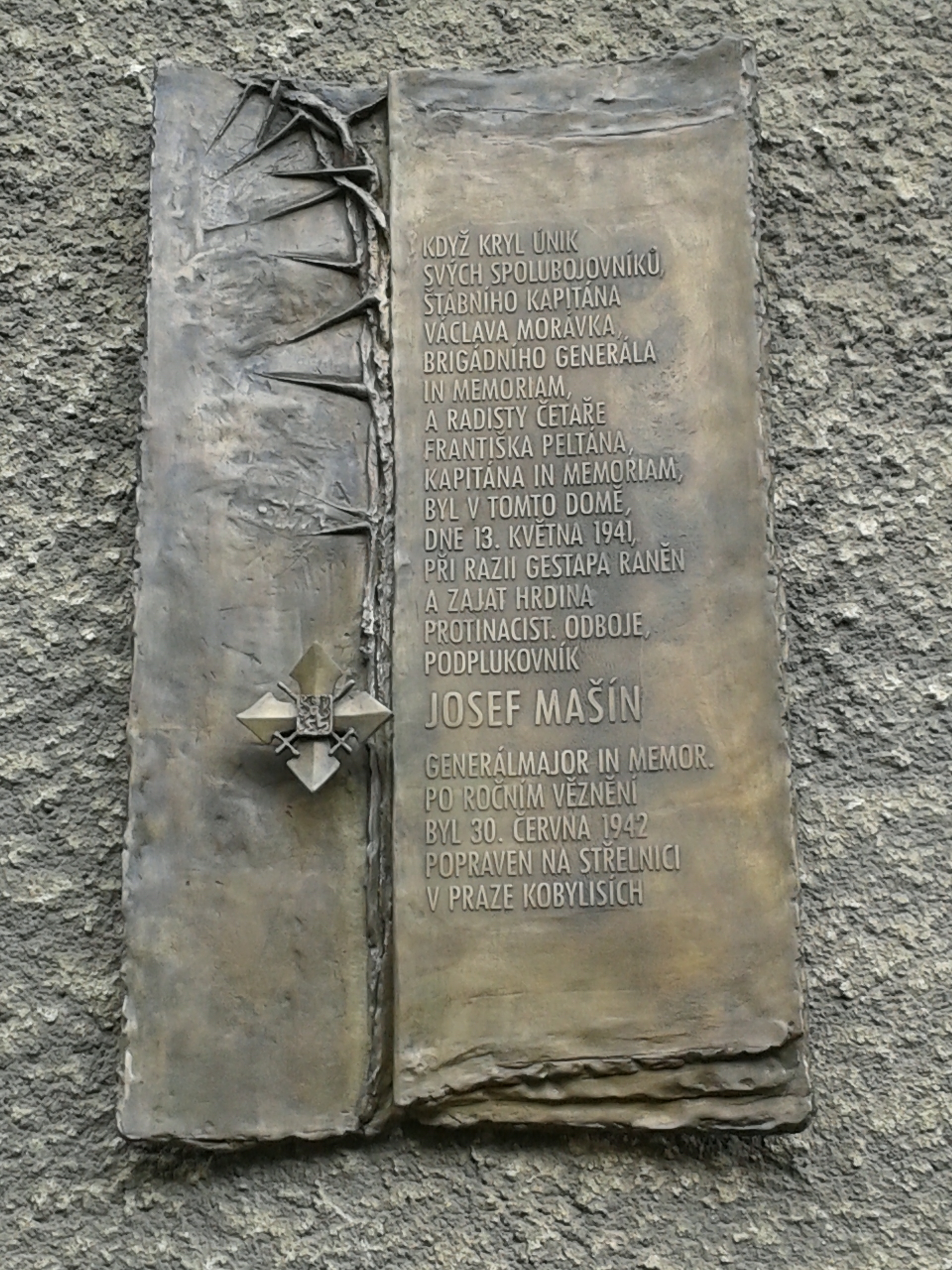
Pamětní deska v Čiklově ulici v Praze 4 – Nuslích

### Medaile
Morávkovo jméno nese medaile udělovaná za spolupráci s Aktivními zálohami Armády České republiky.

## Vyznamenání
- Československý válečný kříž 1939[8]
- Řád Milana Rastislava Štefánika II. třídy (in memoriam)
- Řád Bílého lva I. třídy (in memoriam) – 28. října 2022

## Vkultuře
- Osoba štábního kapitána Václava Morávka je jednou z hlavních postav v českém sedmidílném seriálu Tři králové (1998) od režiséra Karla Kachyni. Jedná se o dílo do jisté míry inspirované skutečností; Václava Morávka v něm ztvárnil herec Vladimír Javorský.[65]
- V roce 2017 vydalo pražské nakladatelství ARGO výpravný stostránkový komiks Tři králové. Autorem komiksu je Zdeněk Ležák, více než 500 kreseb vytvořil výtvarník Michal Kocián. Václav Morávek je spolu s Josefem Mašínem a Josefem Balabánem hlavní postavou tohoto díla.[66]
- V roce 2021 vydalo pražské nakladatelství ARGO román M+B+M spisovatele Dalibora Váchy, který beletristickým stylem vypráví o diverzní a zpravodajské činnosti tří králů (tří mušketýrů) a jejich blízkých spolupracovníků v protiněmeckém odboji na území protektorátu. Román pokrývá období od jara roku 1939 až do jara 1942, plasticky popisuje nejen všechny jejich dobrodružné a nebezpečné akce, ale též i to, jak se tito hrdinové jeden po druhém dostávali do rukou německých bezpečnostních sil. Postavě Václava Morávka je v díle věnován značný prostor a román končí jeho dramatickou smrtí na Prašném mostě v Praze. Autorova historická přesnost je doplněna jen několika málo fiktivními románovými osobami, jež nemají oporu v historických reáliích. K románové licenci patří i „drsné“ dialogy tří mušketýrů a sondy do jejich psychických stavů, kam prosakuje postupně narůstající únava pramenící ze života v konspiračních bytech, a pocit marnosti boje proti německé mašinérii, jenž je každodenně staví na hranu života a smrti.[67]
- V  roce 2024 vyšel v nakladatelství Euromedia Group (edice Kalibr) historicko-faktologický akční román „Morávkova zpověď aneb věřím v Boha a ve své pistole“ od Pavla Černého ve spolupráci s badatelem a spisovatelem Jaroslavem Čvančarou a s odborníkem na Morávka Jiřím Košařem. Kniha popisuje připojení škpt. Václava Morávka k pplk. Josefu Balabánovi a pplk. Josefu Mašínovi, jejich odbojovou činnost v Protektorátu a osudy podpořené exaktními historickými podklady. Kniha nekončí smrtí Václava Morávka, ale pokračuje až do doby padesátých let. Knihu dotváří rozsáhlá fotogalerie a rozsáhlý poznámkový aparát.[51] V dubnu/květnu 2025 vyšel román jako stejnojmenná audiokniha (čtou Jiří Dvořák, Lukáš Hlavica a Ondřej Vetchý).[68]
- V květnu 2025 navázal Pavel Černý na svůj román knihou Akta Morávek aneb Nejen po stopách legendárního odbojáře, ve které se zaměřuje na pátrání, výzkumy a rekonstrukce a řeší mnohé otazníky, záhady a mýty kolem života odbojáře Václava Morávka. Kombinuje historická fakta s praktickou stránkou věci, přičemž mnohé si autor vyzkoušel na vlastní kůži. Kniha obsahuje řadu dosud neuveřejněných informací a velké množství exkluzivních fotografií.[69]